# 442.º Regimiento de Infantería (Estados Unidos)
El 442.º Regimiento de Infantería (en inglés: 442nd Regimental Combat Team, en japonés: 第442連隊戦闘団, Dai Yonhyakuyonjūni Rentai Sentōdan)  fue un regimiento de infantería estadounidense formado por estadounidenses de ascendencia nipona conocidos como Nisei, cuyo valor fue legendario en el teatro europeo y sumaron 18 143 condecoraciones, la mayoría conseguidas en el llamado Camino a Roma y en la reconquista de Francia. El 442.º Regimiento de Infantería está considerado como el regimiento más condecorado de la historia del Ejército de los Estados Unidos.

## Historia formativa
Después del ataque a Pearl Harbor, el 7 de diciembre de 1941, llamado el Día de la Infamia, un alto resentimiento contra todo lo japonés invadió a los Estados Unidos, muchos ciudadanos de origen japonés tuvieron que sufrir la quema de sus casas e incluso el asesinato de miembros de sus familias.
En tanto, el gobierno de los Estados Unidos declaró a los japoneses residentes en territorio estadounidense como «extranjeros enemigos en territorio estadounidense»; y se dictaminó la Orden Ejecutiva 9066; por tanto gradualmente fueron internando a unos 112 000 japoneses residentes en campos de internamiento suspendiéndoseles sus derechos civiles; de este total, unos 75 000 eran nisei-estadounidenses, es decir, japoneses nacidos en territorio estadounidense. Adicionalmente, los que tuvieran origen japonés eran expulsados del ejército e internados.
En las Islas Hawái, esta medida resultó muy difícil de aplicar ya que la gran mayoría de sus habitantes eran de origen nipón; tampoco se pudo aplicar totalmente la medida de expulsión de estas personas de las fuerzas armadas debido a que no había suficiente contingente auténticamente estadounidense; adicionalmente se dio una situación muy particular y sorprendente con los hawaianos de ascendencia japonesa; se presentaron miles de descendientes de japoneses en las oficinas de reclutamiento para luchar contra el Imperio del Japón.
El teniente general Delos Carleton Emmons, un general del servicio de reclutamiento de los Estados Unidos en las Hawái, decidió desactivar algunos batallones hawaianos de la Guardia Nacional en cumplimiento de las directivas del ejército; pero logró convencer al mando americano de la situación de las Hawái y decidió no expulsar a los nipo-estadounidenses del ejército y se le permitió que se conformara un cuerpo exclusivo formado por integrantes de estas características llamado Batallón Provisional Hawaiano. 
El 5 de junio de 1942 se creó el Batallón Provisional Hawaiano con los nipoamericanos que habían prestado servicio en la Guardia Nacional. Se daba la paradoja de que mientras sus familiares eran internados en campos de concentración ellos vestían uniformes del Ejército. 

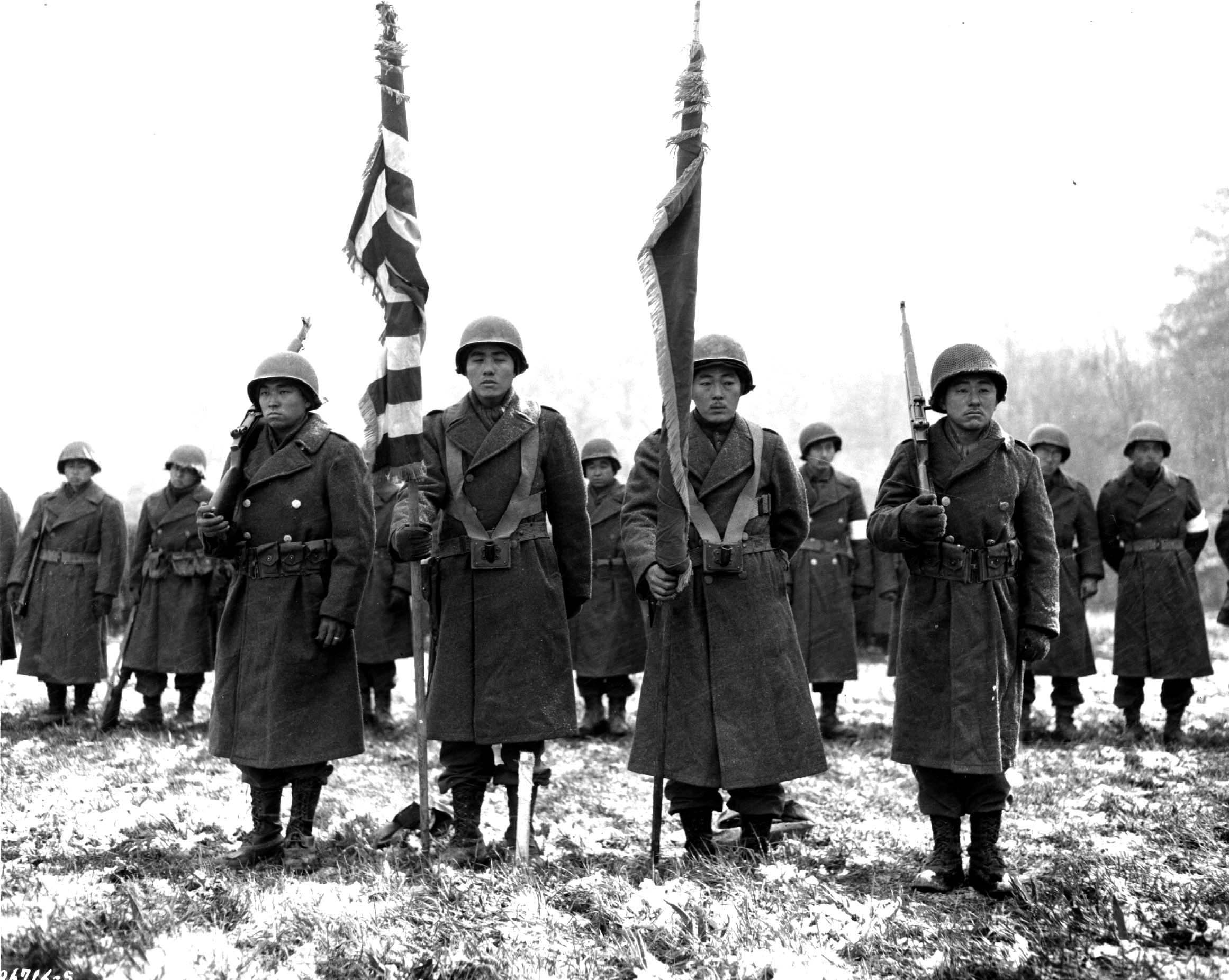
Miembros del 442.º RCT nipo-estadounidense en Bruyeres, Francia (1944).

Originalmente se formó el 100.º Batallón Provisional Hawaiano con 1432 soldados de ascendencia japonesa, pero en vez de ser entrenados en territorio insular, se les trasladó a territorio continental, a Camp Shelby en Misisipi y Fort McCoy, Wisconsin, donde pudieran ser evaluada su capacidad de combate y lealtad a los Estados Unidos.
Finalmente, 5 de junio de 1942, el Alto Mando estadounidense quedó satisfecho con los resultados del entrenamiento del 100.º Batallón de Infantería y decidieron reclutar en total unos 1300 nisei-americanos de Hawái y 800 del territorio continental, extrayéndoles de los campos de internamiento de California, formando el 442.º Regimiento de Infantería, el más numeroso de los regimientos estadounidenses. La idea que se transmitió al público de formar estos contingentes era de que iban a formar filas como guardias de policía militar, tropas de retaguardia o de campos de confinamiento de prisioneros europeos.
No obstante, cabe destacar que en su fuero interno, los mandos estadounidenses consideraban a estas tropas, al igual que a otras similares, como soldados «de segunda categoría» y que su intención real era el emplearlos como avanzadas de choque y asalto en escenarios muy comprometidos en caso de que se necesitaran refuerzos. Los familiares prisioneros de aquellos que fueron aceptados en este regimiento no recibieron ningún tipo de privilegios como internos.
Una de las condiciones que impuso el Alto Mando estadounidense es que estos soldados no se enfrentarían con soldados del Imperio del Japón; a diferencia de otros casos similares como los italo-estadounidenses, los franco-estadounidenses que sí se les permitió combatir contra sus países de origen. No obstante, esta medida no fue del todo aplicada, ya que muchos regimientos que combatieron en el frente del Pacífico requirieron, a medida que se avanzaba hacia el Japón, de intérpretes nipo-estadounidenses para labores en el Servicio Militar de Inteligencia estadounidense.

## Historial de Combate
El 23 de septiembre de 1943 fueron desembarcados en Salerno, Italia y fueron adscritos a la 34.ª División de Infantería. El bautismo de fuego lo recibieron durante los combates en la Línea Volturno cuando se enfrentaron al 29.º Regimiento Panzer Grenadier, donde miembros del 442.º Regimiento de Infantería destruyeron tanques demostrándose como excelentes lanzadores de bazookas. Posteriormente combatieron la ciudad de Castellina y en el monte Miletto. 
Luego fueron trasladados en febrero de 1944 a los sangrientos combate por la Abadía de Montecassino, junto a soldados de origen afro-estadounidense y de origen hispano-estadounidense. Los nipo-estadounidenses se destacaron combatiendo con extraordinario coraje y arrojo a los alemanes. El 100.º Batallón de Infantería se redujo en esos terribles combates cuerpo a cuerpo desde 1300 efectivos a apenas unos 521 sobrevivientes ganándose el nombre de Batallón de Corazón Púrpura. Hubo que traer a nuevos complementos desde Camp Shelby para recomponer el aguerrido y aniquilado regimiento. Adicionalmente participaron en la batalla de Anzio logrando romper el cerco formado por tropas de élite alemanas después de un mes y medio de sostenidos y reñidos combates. Después de estos escenarios, los miembros del regimiento japonés-estadounidense se destacaron bravamente en los bastiones de Lanuvia y La Torretto, que permitieron despejar de alemanes el camino a Roma.
El general Mark Wayne Clark deseando entrar triunfalmente a Roma con tropas americanas, retuvo al 442.º Regimiento de Infantería a 11 km de la capital italiana no pudiendo participar en el desfile por la liberación, hecho que causó mucha controversia ya que tenían méritos más que sobrados para estar presentes. Según se dice, el general Clark por un tema de imagen, no quería que los italianos vieran que sus libertadores eran realmente japoneses en vez de estadounidenses.

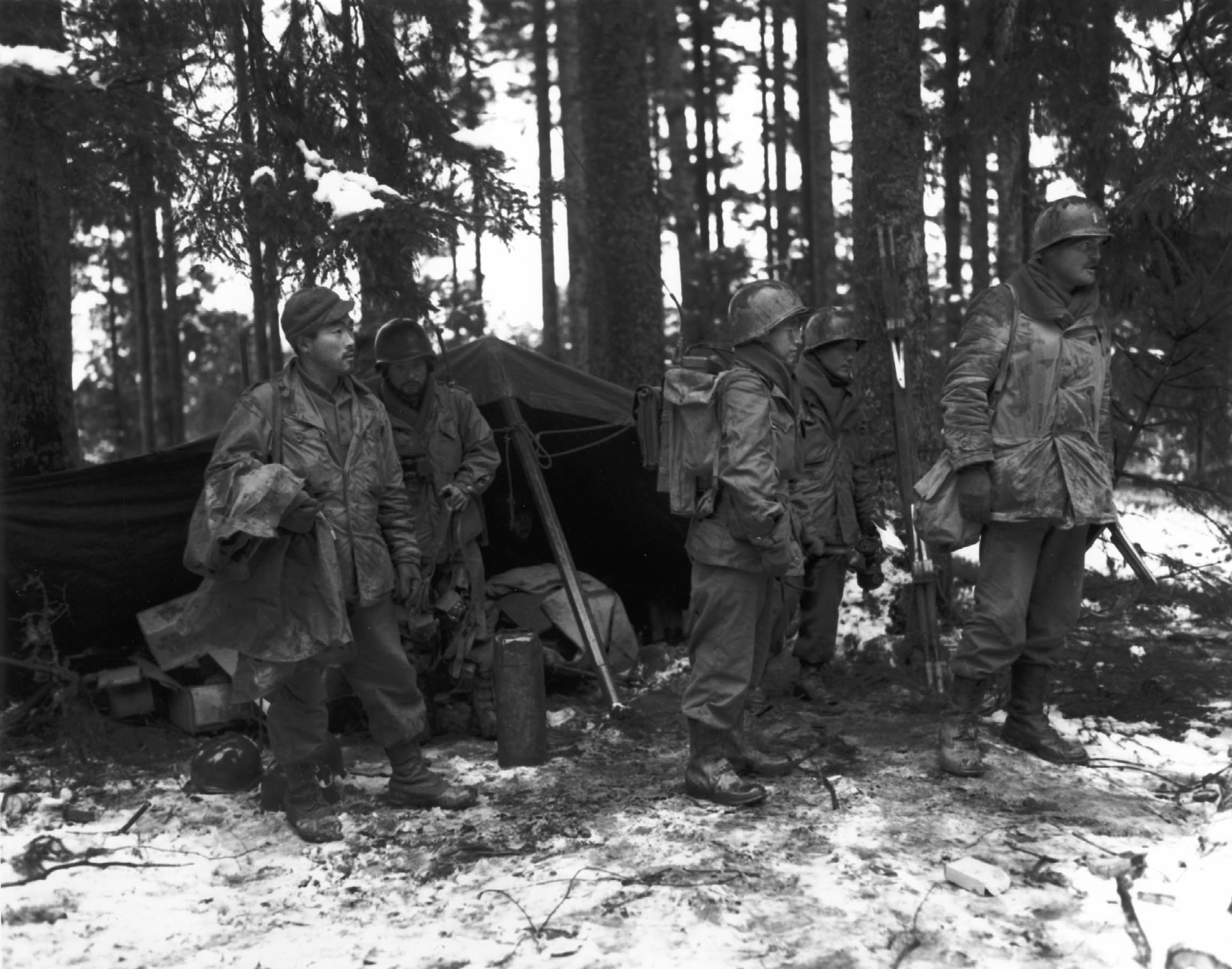
Miembros del 442.º Regimiento en St. Die, Francia (1944)

Además de en la Campaña de Italia, el 442.º Regimiento de Infantería, combatió en St. Die, Los Vosgos, en Francia ganándose una Citación Presidencial. Liberaron las ciudades francesas de Bruyeres, Belmont y Biffontaine. En Bruyeres, combatieron en combate urbano con notable eficacia ganándose otra Citación Presidencial. 
Una de las acciones más destacables del 442.º Regimiento de Infantería fue el rescate de 211 miembros del 1.er Batallón del 141.º Regimiento de Infantería de la 36.º División de Texas, copados en un valle entre los bosques de Biffontaine y La Houssiere, donde estaban siendo embolsados y aniquilados por tropas de élite alemanas -los 201.º y 202.º Batallones Gebirgsjäger (cazadores de montaña)- atrincheradas en nidos de ametralladoras apoyadas por francotiradores. Una carga frontal con la bayoneta calada del regimiento nisei-estadounidense puso en fuga a los alemanes, no sin antes sufrir 800 bajas, causar unas 100 bajas a los alemanes y tomar 55 prisioneros.
El 29 de abril de 1945, una patrulla de reconocimiento del 522.º Batallón de Artillería de Campaña del 442.º Regimiento de Infantería liberó a los judíos sobrevivientes del campo satélite "Kaufering IV Hurlach", que tenía aproximadamente 3 000 prisioneros y era sólo uno de los 169 campos satélite del campo de concentración de Dachau. Al mes siguiente, el 442.º Regimiento de Infantería regresó a Italia para ayudar al Quinto Ejército a romper la Línea Gótica del Ejército alemán que bloqueó el avance aliado durante seis meses. El 442.º Regimiento de Infantería rompió las defensas alemanas en Monte Folgorito en menos de un día y en las siguientes tres semanas obligó al ejército alemán a retirarse al norte del valle del Po, donde finalmente se rindió el 2 de mayo de 1945.
El 442.º Regimiento de Infantería está considerado como el regimiento más condecorado de la historia del Ejército de los Estados Unidos con nada menos que, 8 citaciones presidenciales a la unidad, y 18 143 condecoraciones entre las que se destacan: 21 Medallas de Honor, 52 Cruces de Servicios Distinguidos, 1 Medalla por Servicio Distinguido del Ejército, 560 Estrellas de Plata, 22 Legiones al Mérito, 15 Medallas del soldado, 4000 Estrellas de Bronce y 9486 Corazones Púrpura. Hitos hasta ahora nunca alcanzado por batallones conformados por estadounidenses.
El 2 de noviembre de 2011 fue presentada la Medalla de Oro del Congreso de los Estados Unidos otorgada en conjunto al 442.º Regimiento de Infantería RCT, al 100.º Batallón de Infantería], y a los nisei que sirvieron en el Servicio de Inteligencia Militar]. 
El congresista, que inició la semana de la Medalla de Oro del Congreso de los Estados Unidos a los veteranos nipoamericanos, el Diputado demócrata por el 28.º distrito congresional de California Adam Schiff, expresa en un correo electrónico:
«Estos valientes reclutas lucharon para proteger a nuestro país a pesar de las condiciones de segregación, la reubicación de sus familias y amigos en los campos de concentración en todo los EEUU y los repetidos cuestionamientos sobre sus habilidades en combate. Hombre por hombre fueron las más condecoradas unidades de combate de la guerra».

## Posguerra
A pesar de este destacable historial de combate, los veteranos miembros nisei ya desmovilizados del 442.º Regimiento de Infantería se encontraron con un país que aún mantenía a sus familiares en campos de internamiento y además no se les permitía ingresar a locales de comercio y bares colocando un letrero -"No admittance Japs"-, este resentimiento antijaponés persistió por varios años esto provocó que algunos de los sobrevivientes y que ya no encontraron a sus familiares decidieran emigrar a otros países otros decidieron quedarse hasta que sus familias fueran liberadas y los gloriosos hechos del 442.º Regimiento de Infantería  pasaron casi al olvido.